# Stéphan L’Énflé
Louis Stéphan Henry L’Énflé (ur. 7 listopada 1982) – maurytyjski piłkarz grający na pozycji obrońcy. W swojej karierze rozegrał 30 meczów w reprezentacji Mauritiusa.

## Kariera klubowa
Swoją karierę piłkarską L’Énflé rozpoczął w klubie AS Port-Louis 2000. W sezonie 2002 zadebiutował w jego barwach w pierwszej lidze maurytyjskiej. Grał w nim do 2008 roku. Wywalczył z nim cztery mistrzostwa Mauritiusa w sezonach 2002, 2003, 2003/2004 i 2004/2005 oraz zdobył dwa Puchary Mauritiusa w latach 2002 i 2005. W latach 2008–2010 był zawodnikiem Curepipe Starlight SC, w którym zakończył karierę. W sezonie 2008/2009 został z nim mistrzem kraju.

## Kariera reprezentacyjna
W reprezentacji Mauritiusa L’Énflé zadebiutował 6 lipca 2003 roku w wygranym 2:0 meczu kwalifikacji do Pucharu Narodów Afryki 2004 z Madagaskarem. Od 2003 do 2008 wystąpił w kadrze narodowej 30 razy.